# Kościół św. Mikołaja w Tyrawie Wołoskiej
Kościół świętego Mikołaja – rzymskokatolicki kościół parafialny należący do dekanatu Sanok II archidiecezji przemyskiej.

## Historia

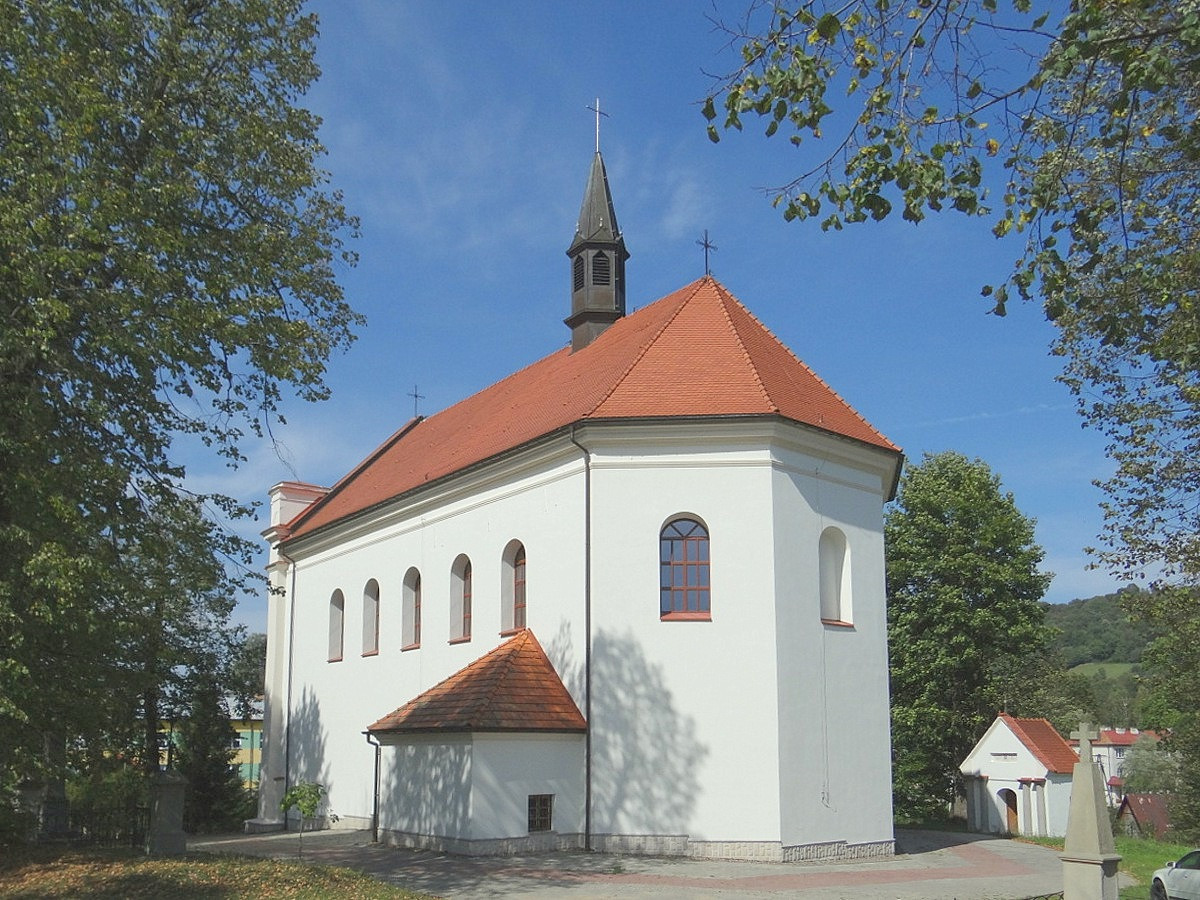
Widok od prezbiterium

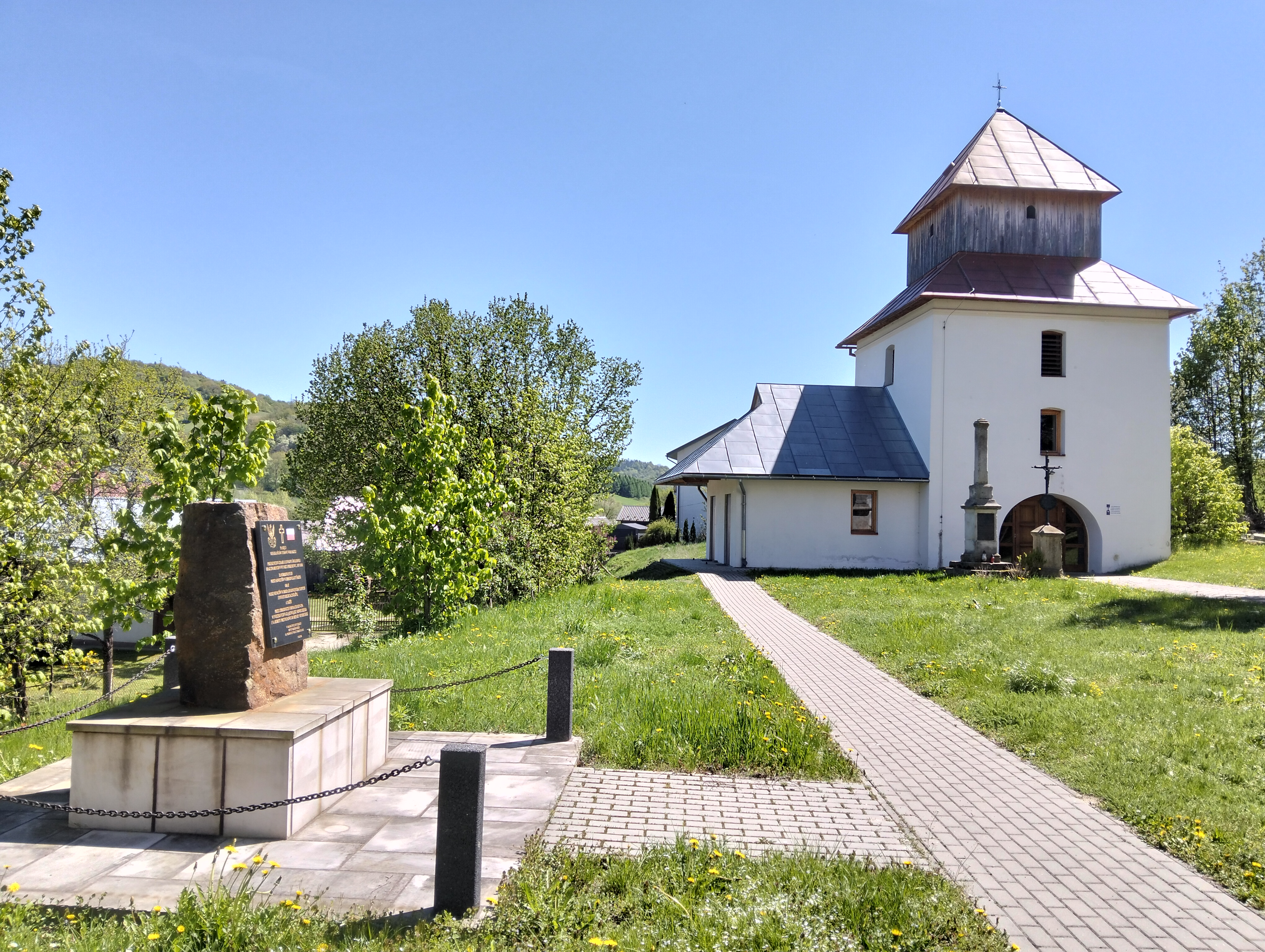
Dzwonnica i pomnik ofiar UPA

Świątynia powstała przed 1745, ale ze względu na zły stan techniczny pod koniec XVIII wieku nie została poświęcona przez biskupa Wacława Hieronima Sierakowskiego. Budowla była remontowana w latach: 1904, 1931 (pod kierownictwem przemyskiego arch. Romana Talińskiego) oraz w 1935 roku. 
Kościół reprezentuje styl późnobarokowy, jest budowlą murowaną oraz otynkowaną. W 1931 do świątyni dobudowano zakrystię. Wewnątrz kościoła są umieszczone ściany boczne, które są rozdzielone dwiema parami wtopionych półkolumn. Półkolumny podpierają szerokie belkowanie z silnie profilowanym gzymsem. Nad półkolumnami są umieszczone wygięte ściany, z kolei między nimi od strony zachodniej znajdują się głębokie wnęki, które są zamknięte łukiem segmentowym.
Ołtarz główny z tabernakulum został wykonany w 1750. Był remontowany w latach: 1859 oraz 1907. Obrazy znajdujące się w ołtarzu to: Matki Boskiej Szkaplerznej (z 1859), Trójcy Świętej (z 1750), natomiast w zwieńczeniu św. Mikołaja (z XX wieku).
Przy kościele znajduje się dzwonnica z I połowy XIX wieku i groby dawnych proboszczów, murowana kaplica grobowa rodziny Krajewskich z 1831 r. oraz kilka starych nagrobków członków rodzin tutejszych właścicieli.
W otoczeniu świątyni istnieją nagrobki starego cmentarza.

## Galeria

Barokowy ołtarz
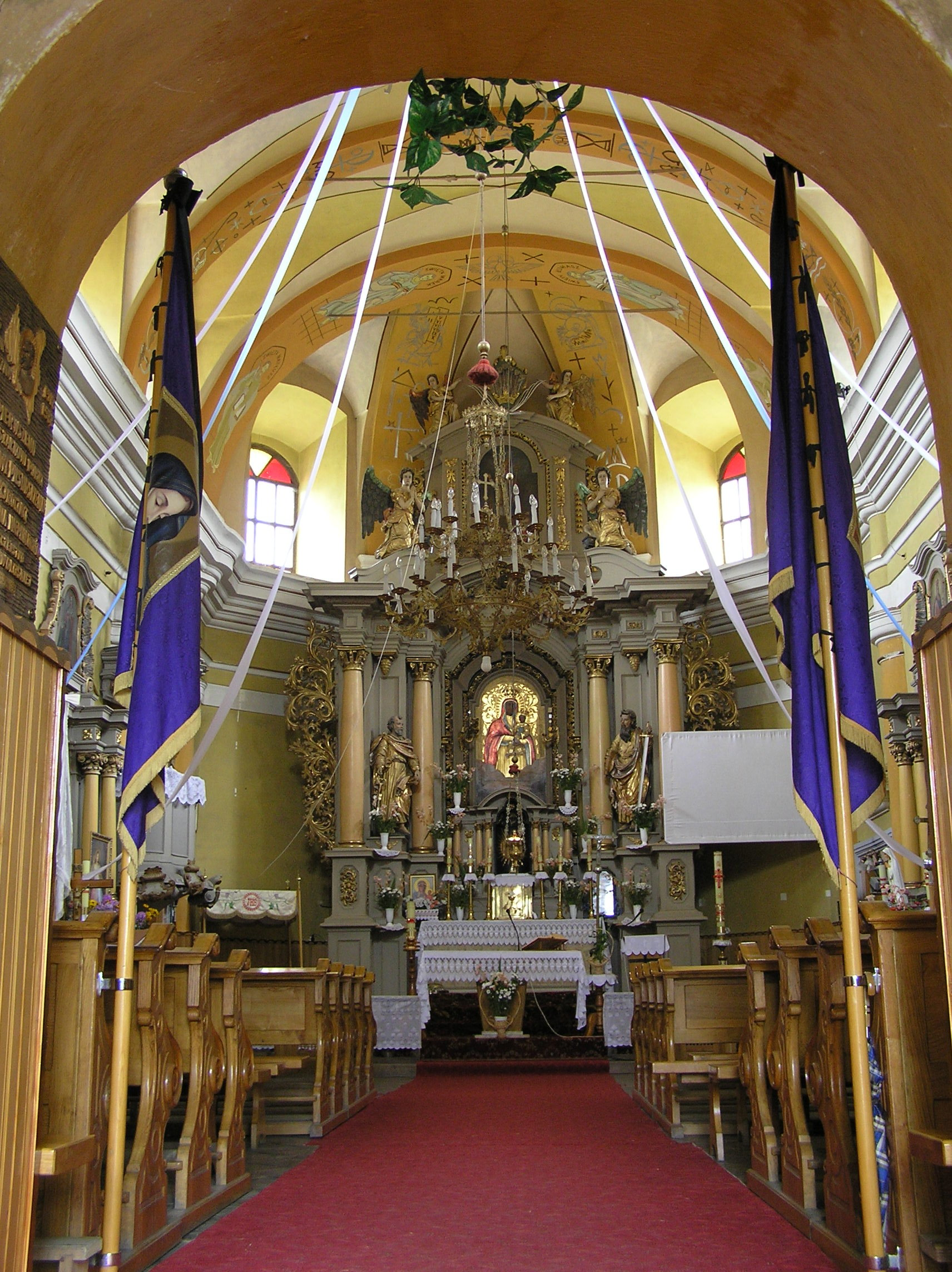
Wnętrze do 2010 roku.
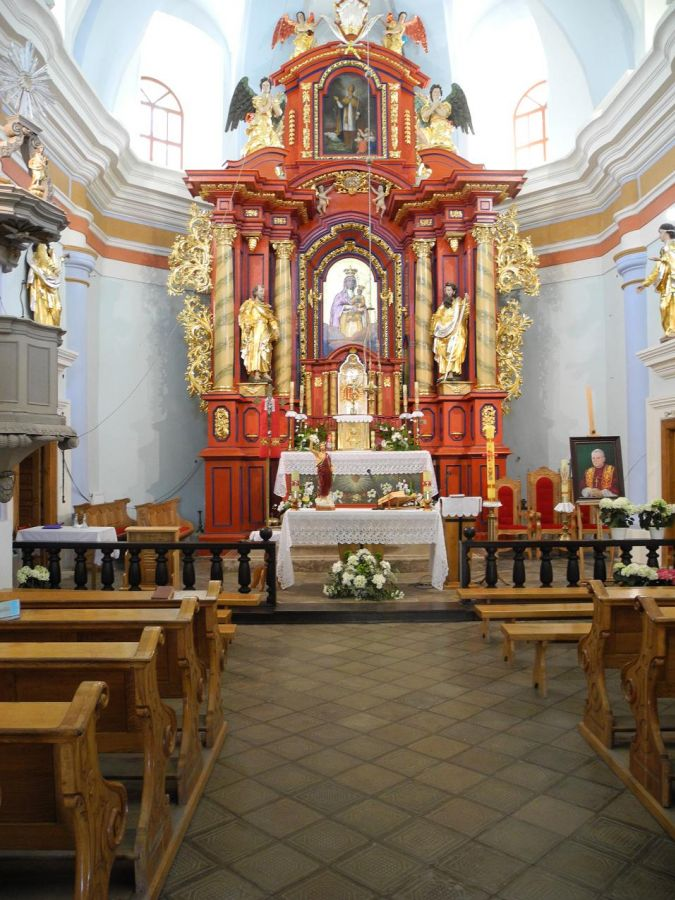
Wnętrze w roku 2010 doprowadzone do stanu pierwotnego z czasów barokowych.